# Костино (селище, Дмитровський міський округ)
Ко́стино (рос. Костино) — селище (колишній присілок) у складі Дмитровського міського округу Московської області, Росія.

## Населення
Населення — 10 осіб (2010; 9 у 2002).
Національний склад (станом на 2002 рік):
- росіяни — 100 %